# Poynor, Texas
Poynor là một thị trấn thuộc quận Henderson, tiểu bang Texas, Hoa Kỳ. Năm 2010, dân số của thị trấn này là 305 người.

## Dân số
- Dân số năm 2000: 314 người.
- Dân số năm 2010: 305 người.